# Grewia optiva
Grewia optiva là một loài thực vật có hoa trong họ Cẩm quỳ. Loài này được J.R.Drumm. ex Burret mô tả khoa học đầu tiên năm 1926.